# 日本メドラッド
日本メドラッド株式会社（にほんめどらっど、英文社名：Nihon Medrad K.K.）は、かつて大阪市北区に本社を置いた外資系医療機器メーカーである。

## 概要
アメリカ合衆国ペンシルベニア州ピッツバーグ市に本社を置くメドラッド（Medrad Inc.）の日本法人として、1996年（平成8年）、メドラッド社製品の日本国内への輸入販売を目的に、大阪市淀川区に設立された（現在は大阪市北区に移転）。設立当初は、代理店販売が中心であったが、2001年（平成13年）7月からエンドユーザーへの直接販売も開始している。

## Medrad Inc.企業概要
- 本拠地 - 米国ペンシルベニア州　ピッツバーグ市
- 従業員数 - 約1700人
- 販売国数 - 85カ国

## 沿革
- 1996年（平成8年） - 日本メドラッド株式会社を設立
- 1999年（平成11年） - 日本初の超音波造影剤用インジェクターを販売開始
- 2004年（平成16年） - 東京にショールームを開設
- 2008年（平成20年） - RFを用いた世界初の血管外漏出検知装置XDSTMの認証を取得
- 2012年（平成24年） - バイエル薬品株式会社に統合された

## 事業所
- 本社 - 〒530-0001　大阪市北区梅田2-4-9　ブリーゼタワー
- 東京オフィス - 〒100-8265　東京都千代田区丸の内1-6-5　丸の内北口ビル26F

## 製品
- 血管造影剤自動注入器
- 循環器専用血管造影剤自動注入器
- CT用造影剤自動注入器
- 血管外漏出検知システム
- MRI用造影剤自動注入器

## 資格・免許
- ISO9002取得（2000年（平成12年））
- ISO13485/ISO9001取得（2003年（平成15年））

## 加盟団体
- 社団法人日本画像医療システム工業会（JIRA）
- 在日米国商工会議所（ACCJ）

## 関連用語
- 造影剤
- CT（コンピュータ断層撮影）
- MRI（核磁気共鳴画像法）